# 베트남
베트남 사회주의 공화국(베트남어: Cộng hòa xã hội chủ nghĩa Việt Nam꽁화싸호이쭈응이어비엣남 / 共和社會主義越南, 한국 한자음: 공화 사회주의 월남, 문화어: 윁남사회주의공화국), 통칭 베트남(베트남어: Việt Nam비엣남 / 越南, 한국 한자음: 월남, 문화어: 윁남)은 동남아시아의 국가이다. 주요 도시로는 하노이, 하이퐁, 후에, 다낭, 호찌민시 그리고 껀터 등이 있다. 북쪽으로는 중화인민공화국, 서쪽으로는 라오스 및 캄보디아와  접하고 동쪽과 남쪽으로는 남중국해와 만난다.
면적은 약 331.212km2이다. 인도차이나반도에서 가장 인구가 많은 나라로 최근 인구 통계에서는 1억110만 명이며, 세계에서 16번째로 인구가 많은 나라다. 나라의 명칭인 비엣남(베트남어: Việt Nam / 越南, 한국 한자음: 월남)은 1945년부터 공식적으로 사용하며, 이 이름은 오늘날 베트남 북부와 중국 남부를 지배하였던 옛 베트남 왕조인 남월(베트남어: Nam Việt남비엣)의 명칭을 거꾸로 부른 이름이다. 베트남 수도는 하노이이고, 정부형태는 사회주의 공화제이며 공산당이 유일당이다.
고대 베트남은 938년 박당 전투에서 응오 왕조의 시조인 응오꾸옌(베트남어: Ngô Quyền / 吳權, 한국 한자음: 오권)이 오대 십국의 하나인 남한과 싸워 이겨 독립하였다. 독립 이후 베트남의 왕조들은 지속적으로 영토를 확장하여 인도차이나 반도의 동안을 따라 남쪽으로 국경을 넓혀갔다.
프랑스의 식민 지배를 받는 동안 베트남을 프랑스령 인도차이나의 일부로 편입하였다. 베트남은 프랑스 식민 지배 기간 동안 계속하여 독립 운동을 벌였고, 제2차 세계 대전 기간에는 일본이 지배했다. 2차 세계대전이 끝난 후, 1945년 9월 2일 호치민은 하노이의 바딘 광장에서 베트남 독립을 선언하고 베트남 민주공화국 수립을 선언하였다. 그러나 프랑스는 베트남 독립을 인정하지 않았고, 프랑스와 베트남 사이에 제1차 인도차이나 전쟁이 일어났다. 1954년 5월 7일 디엔비엔푸 전투에서 베트남군이 대승을 거두고 프랑스군이 철수를 하면서 베트남은 독립을 맞았다. 그러나 서구 열강은 제네바 협정을 통해 베트남을 다시 북위 17도를 기준으로 남북으로 나누었고, 약속하였던 전국 선거를 거부한 채 응우옌 왕조 마지막 황제 바오 다이를 왕으로 내세워 베트남국을 수립하였다. 베트남은 얼마 지나지 않아 응오딘지엠의 쿠데타로 무너지고 베트남 공화국을 세워 남북 대결을 시작하였다. 미국은 도미노 이론을 내세우며 베트남 정치에 개입하였으며 통킹만 사건을 빌미로 베트남 전쟁이 일어났다.
베트남 전쟁 기간 동안 미국은 제2차 세계대전에서 사용한 것보다 훨씬 많은 폭탄을 북베트남 지역에 투하하였고 막강한 화력과 인력을 동원하였다. 하지만 베트남의 끈질긴 저항과 전세계와 미국 내의 반전 여론에 밀려 결국 1973년 파리 협정을 맺고 철군하였다. 1975년 북베트남은 사이공을 점령하였고, 1976년 7월 2일 베트남 사회주의 공화국을 수립하였다. 전쟁 후 베트남은 전후 복구와 공산주의 경제체제를 통한 발전을 도모하였으나, 1979년 크메르 루주와 전쟁을 치렀고, 중화인민공화국과도 국경분쟁으로 중국-베트남 전쟁을 치르는 등 순탄하지 않았다. 1992년 베트남 공산당은 도이 머이를 시작하여 혼합 경제를 도입하였고, 2000년에는 거의 모든 나라와 수교를 맺었다.

## 명칭
베트남인의 명칭 월족(越族)은 화남 지역에 월나라와 초나라를 건국한 백월(百越)이며 베트남의 국명 비엣남(Việt Nam 越南, 월남)은 베트남 북부에서 아시아 남부에 이르렀던 기원전 2세기의 고대 국가 남비엣에서 유래하였다. 비엣(월, 越, Việt)은 백월(Bách Việt, 百越)족을 뜻하는 말이다. 비엣남이란 낱말이 처음 등장한 것은 16세기 베트남의 시인 응우옌빈끼엠의 시 삼짱찐(Sấm Trạng Trình, 讖狀程, 섬상정)이다. 이후 비엣남은 점차 베트남을 가리키는 일반적인 명칭이 되어, 1905년 베트남의 판보이쩌우(Phan Bội Châu, 潘佩珠)와 중국의 량치차오(梁啓超)가 일본의 요코하마에서 월남의 식민지화에 대해 나눈 대담은 《월남망국사》라는 제목으로 출간되었다. 비엣남은 1945년 프랑스로부터 독립을 선언한 베트남 민주공화국 이후 공식적인 나라 이름으로 삼았다.
한국어권에서는 월남과 베트남이라는 나라이름을 사용하며, 대한민국 표준어에서는 1965년까지 비에트남과 베트남으로 불렸으나, 이 중 베트남이라는 표현을 관습상 용례로 인정하여 표준국어대사전에 등재하고 현재에 이른다. 이에 반해 문화어에서는 이곳의 언어에 대해 윁남어란 표현을 사용한다.

## 역사

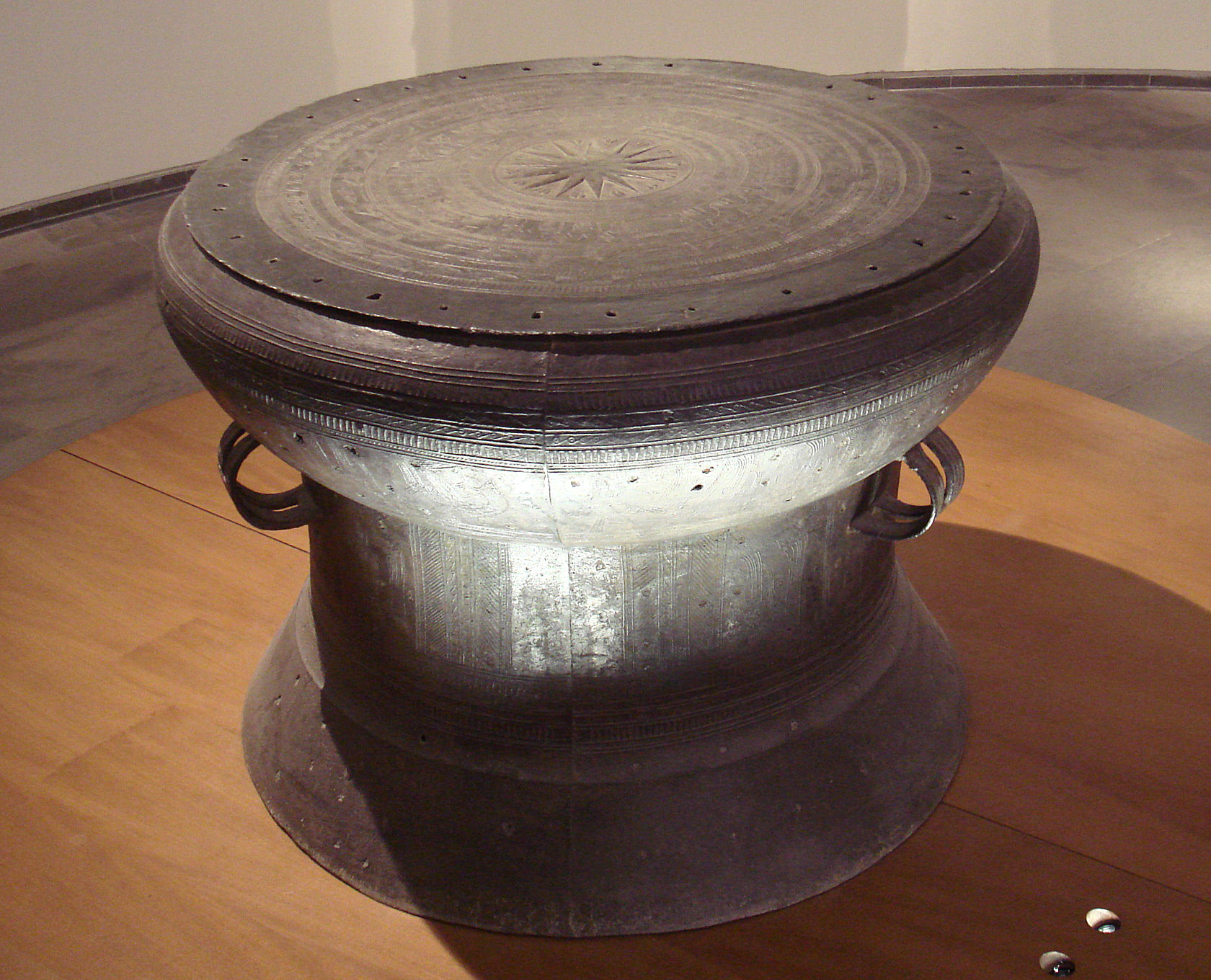
동선 문화의 송다 청동북

베트남의 영토 확장
중세 이후 베트남은 이웃한 라오스, 캄보디아를 대상으로 정복 전쟁을 벌여 계속하여 남쪽으로 영토를 확장하였다.
900년
1100년
1475년
1650년
1760년

### 선사 시대
본래 백월(百越)족은 양쯔강 화남 지역과 베트남 북부 지역에서 고대 월나라, 초나라 등을 건국하였다. 중국에서는 고대 월나라를 남만(南蠻)이라고 불렀다. 베트남 지역에서는 구석기 시대부터 인류가 살았며 인도차이나 반도에서 인도네시아 제도에 이르는 지역에 산재한 목재 문화 유적을 많이 발굴한다. 베트남의 건국신화인 락롱꿘, 어우꺼 신화는 약 4,500년 전 락롱꿘(베트남어: Lạc Long Quân / 貉龍君 ❲용(龍)의 우두머리❳)과 어우꺼(베트남어: Âu Cơ)가 결혼하여 많은 베트남 부족들의 선조가 태어났다고 말한다.

### 고대
본래 백월(百越)족은 양쯔강 유역의 화남 지역에서 장강(長江) 문화를 만들었으나 현재 베트남 영토에서 최초의 문명은 동선 문화이다. 동선 문화는 기원전 300년 경 청동기 문명으로 동남아시아 여러 지역에서 발생하였으며 베트남 북부를 비롯한 인도차이나 반도 여러 곳을 지배하였다. 마강과 홍강 유역에서 기원전 1200년 경 습식 벼농사와 정교하게 만든 북과 같은 청동 주물들을 발견하였다. 동선 문화의 청동 무기, 도구, 북과 같은 유물들을 만든 청동 주물 기술은 동남아시아에서 발생한 독자기술이다. 동선 문화는 독자적인 청동기 문화를 이루었고, 홍방 왕조는 베트남 최초의 국가인 반랑(문랑, 베트남어: Văn Lang, 文郎)을 세웠다.
기원전 257년 홍방 왕조가 무너지고 툭판 왕조을 세워으며, 툭판 왕조는 다시 기원전 208년 남비엣에게 멸망당하였다. 기원전 111년 중국 한나라 무제는 남비엣을 정복하였다. 기원전 111년부터 10세기 초까지 대부분 시기에 베트남은 중국 왕조들이 지배하였다. 쯩 자매와 바찌에우와 같은 산발적인 독립운동이 잠시 성공하였으나 중국이 무력으로  진압하였다.

### 중세
938년 박당 전투에서 응오 왕조의 시조인 응오꾸옌(吳權)이 오대 십국의 하나인 남한과 싸워 이겨 독립하였다. 그러나 응오 왕조는 오래 가지 못하였고, 딘 왕조가 그 뒤를 이었다.
이후, 베트남에서는 전 레 왕조, 리 왕조, 쩐 왕조, 호 왕조와 같은 왕조들이 그 뒤를 이었다. 호 왕조는 1406년부터 1407년까지 있넜던 명나라의 침공을 막지 못하였고, 베트남은 역사상 네 번째 중국의 지배를 받았다.
1418년 농민들을 규합하여 독립 전쟁을 벌인 후 레 태조는 명나라를 축출하고 1428년 대월국의 황제가 되었다. 이렇게 세웠던 후 레 왕조를 잠시 막 왕조이 지배하였으나, 부흥 운동에 성공하여 1778년까지 베트남을 다스렸다. 부흥 운동 이후 후 레 왕조는 사실상 독립적인 정부를 구성하는 두 가문인 찐 주와 응우옌 주가 남북조로 나누었다. 1777년 격화한 농민 항쟁을 막지 못해 레 왕조는 결국 멸망하고 떠이선 왕조를 세웠다.
후 레 왕조가 멸망한 후 남부 실권자였던 응우옌 주는 떠이선 왕조를 격파하고 베트남의 마지막 왕조인 응우옌 왕조를 세웠다.

### 프랑스의 식민 지배
응우옌 왕조 2대 황제 민망제가 천주교 선교사 박해사건을 일으키자, 영국과 경쟁하여 일찌기 인도차이나로 진출을 꾀하던 프랑스 나폴레옹 3세는 천주교 탄압을 구실로 삼아, 1858년 다낭을 공격하고 이듬해에 사이공을 점령하였다. 그 후 프랑스는 베트남 북부 및 중부를 공략하여 1884년에는 베트남 전국토를 프랑스로 식민지로 선언했다. 청나라와 벌인 청불 전쟁에서 승리한 프랑스는 베트남을 제2차 세계 대전 때까지 강점하였다.

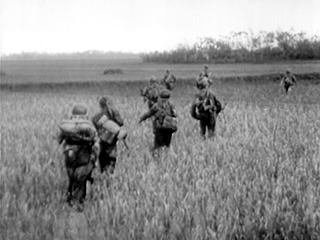
프랑스군의 정찰, 1952년

1884년 프랑스가 베트남을 보호국으로 삼자, 민족 독립을 표방하는 반프랑스 운동이 강력히 추진되었다. 20세기에 들어 프랑스 세력에 대항하는 베트남 독립운동이 활발히 전개되었다. 중화민국, 일본 등지에 베트남 독립운동 단체를 세웠다. 이 과정에서 호찌민이 주도하여 베트남 공산당을 결성했다. 공산당은 그 후 각파의 정치세력을 규합하였고, 베트민을 설립하며 1차 세계 대전이 끝났다. 제1차 세계대전을 계기로 일어난 민족자결주의 영향을 받아 1927년 베트남 국민당과 1930년베트남 공산당을 조직하였다. 제2차 세계대전이 발발하고 일본이 베트남에 침입하자, 민족주의 세력들 중 가장 조직력이 뛰어났던 공산주의 계열은 베트남 독립동맹회(베트민, 월맹)을 결성하였다. 일본 통치로 최소 40만 명의 목숨을 잃는 사건이 베트남에서 발생했다. 일본 제국은 동북아와 달리 동남아를 개발할 생각이 없이 자원만을 독식하며 베트남 경제를 완전히 무너뜨렸다.

### 인도차이나 전쟁
1945년 8월 전쟁이 끝나자 베트남 독립동맹회이 주도하여 베트남 민주공화국이 성립되었다. 그러나 프랑스는 전쟁 전의 지배권을 되찾고자 다시 군대를 파견하여 호찌민이 이끌던 민족 세력인 베트남 독립동맹회과 남북으로 대립하였다. 이로 인해 1946년 말부터 양국 사이에는 제1차 인도차이나 전쟁이 일어났다. 1954년 5월 7일 디엔비엔푸 전투에서 베트남군이 대승을 거두고 프랑스군이 철수를 하면서 베트남은 독립을 맞았다. 그러나, 서구 열강은 제네바 협정으로 베트남을 다시 한번 북위 17도를 기준으로 남북으로 나누었고, 약속하였던 전국 선거를 거부한 채 응우옌 왕조의 마지막 황제 바오다이를 왕으로 내세워 베트남국을 수립하였다. 베트남국은 얼마 지나지 않아 응오딘지엠의 쿠데타로 붕괴하여 남측에는 베트남 공화국이 수립되어 미국, 프랑스, 라오스, 중화민국, 태국 등의 지원을 받았고, 북부에는 베트남 민주공화국이 성립하여 소련, 스웨덴, 크메르 루주, 중화인민공화국의 지지를 받아, 남북으로 대립하였다.

### 월남전
1953년부터 1956년까지 북베트남 정부는 “소작료 인하” 및 “토지 개혁”을 포함한 농지 개혁을 시행하였으며, 이는 상당한 정치적 억압을 초래하였다. 이 과정에서 약 13,500명에서 최대 100,000명이 처형된 것으로 추정된다. 남베트남에서는 응오딘지엠 정부가 북베트남의 전복 활동(1956년 남베트남 관리 450명 이상 암살 포함)에 대응하여 수만 명의 공산주의 용의자를 “정치 재교육 센터”에 수감하였다. 그러나 이 과정에서 공산주의자가 아닌 사람들도 다수 구금되었으며, 공산주의 활동을 일시적으로 저지하는 데에는 성공하였다. 한편, 북베트남 정부는 1957년 11월까지 2,148명이 이 과정에서 사망했다고 주장하였다.
프로하노이 성향의 남베트남 민족해방전선(베트콩, Việt Cộng)은 1950년대 후반부터 지엠 정부를 전복하기 위한 게릴라전을 시작하였다. 1960년부터 소련과 북베트남은 군사 지원을 위한 협정을 체결하였다.

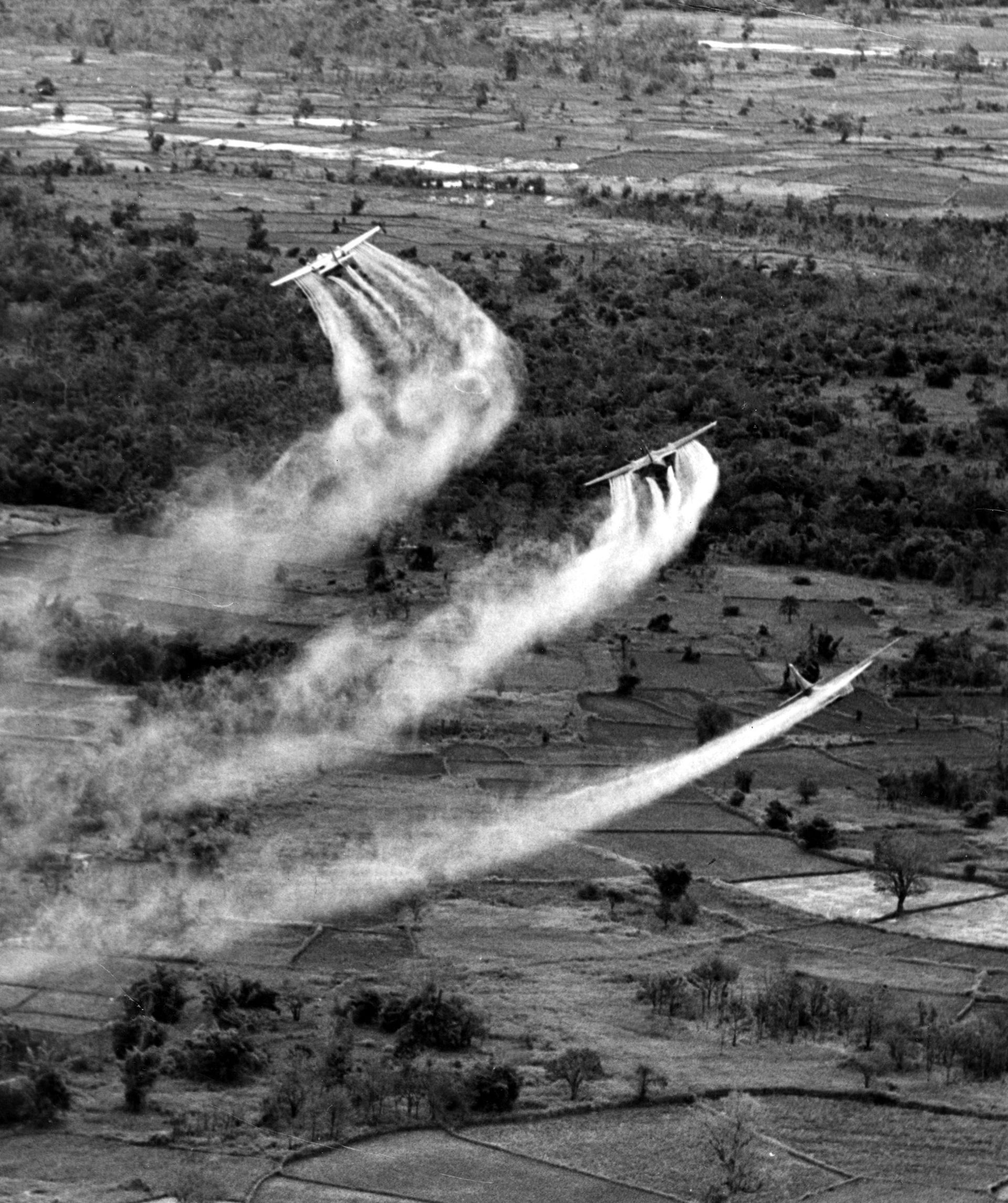
1962년~1971년 동안 진행된 랜치 핸드 작전 중 고엽제를 살포하는 미군 항공기

1963년, 남베트남의 불교계는 가톨릭 중심의 지엠 정권에 대해 대규모 시위를 벌였으며, 정부의 강경 진압이 이어졌다. 이로 인해 지엠과 미국의 관계가 악화되었고, 결국 1963년 남베트남 쿠데타가 발생하여 지엠과 그의 동생인 응오딘뉴가 암살되었다. 이후 남베트남에서는 1965년까지 10여 차례의 군사 정권이 교체되었으며, 결국 응우옌까오끼 공군 원수와 응우옌반티에우 장군이 정권을 장악하였다. 티에우는 이후 1967년과 1971년의 부정선거를 통해 권력을 공고히 하였다.
이러한 정치적 혼란 속에서 남베트남 내 공산주의 세력은 점차 세력을 확장하였다. 미국은 1964년 통킹 만 사건을 계기로 남베트남에 대한 군사 개입을 확대하였으며, 1965년부터는 지상전에도 본격적으로 개입하였다. 미군 병력은 점차 증강되었고, 최대 50만 명 이상이 파병되었다. 미국은 또한 롤링 썬더 작전을 통해 북베트남에 대한 집중 폭격을 감행하였다. 한편, 중국과 소련은 북베트남에 대규모 물자를 지원하였으며, 약 15,000명의 군사 고문을 파견하였다. 공산주의 세력은 호찌민 루트를 이용하여 남베트남 내 베트콩을 지원하였다.
1968년, 공산주의 세력은 구정 대공세를 감행하였다. 군사적으로는 실패하였으나, 미국 내 여론에 큰 충격을 주었으며, 반전 여론이 확대되는 계기가 되었다. 이 과정에서 공산군은 후에 대학살을 일으켜 3,000명 이상의 민간인을 학살하였다. 미국은 전쟁 장기화와 반전 여론 고조로 인해 1970년대 초부터 베트남에서 점진적으로 철군하기 시작하였으며, “베트남화” 정책을 추진하여 남베트남 군을 강화하려 하였으나 실패하였다.
1973년 1월 27일 파리 평화 협정이 체결되었으며, 1973년 3월 29일까지 모든 미군 전투 부대가 철수하였다. 그러나 1974년 12월, 북베트남은 푸억롱 전투를 시작으로 대규모 공세를 전개하였고, 1975년 4월 30일 사이공 함락을 통해 전쟁을 종결시켰다.

### 재통일과 개혁

#### 1970년대
1976년 7월 2일, 북베트남과 남베트남은 통합되어 베트남 사회주의 공화국이 수립되었다. 베트남 전쟁으로 인해 약 966,000명에서 380만 명이 사망하였으며, 1965년부터 1974년까지 약 140만 명의 베트남 민간인이 사망하거나 부상을 입었다.
레주언 정권 하에서 미국 및 남베트남 정부와 협력한 인사들에 대한 대규모 처형은 없었으나, 최대 30만 명의 남베트남인이 재교육 캠프에 수용되었으며, 이들은 고된 노동과 함께 고문, 기아, 질병을 겪었다. 정부는 대대적인 농업 및 산업 집단화 정책을 추진하였으며, 이로 인해 많은 시민들이 해외로 탈출하였다.
1978년, 크메르 루주 정권이 안장성과 끼엔장 성의 베트남인 거주 지역에서 대량 학살을 저지르자, 베트남군은 베트남-캄보디아 전쟁 을 개시하여 프놈펜을 점령하고 크메르 루주를 축출하였다. 이후 캄푸치아 인민공화국이 수립되어 1989년까지 존속하였다. 그러나 이 개입으로 인해 베트남과 중화인민공화국 간의 관계가 악화되었으며, 중국은 1979년 중국-베트남 전쟁을 일으켜 베트남 북부를 침공하였다. 이로 인해 베트남은 소련에 대한 경제적·군사적 의존도를 더욱 높이게 되었다.

#### 1980년대 이후
1986년 12월 열린 베트남 공산당 제6차 대회에서 개혁 세력이 보수파를 대신하여 당권을 장악하였다. 개혁파의 지도자였던 71세의 응우옌반린 이 당 총서기로 선출되었다. 그는 도이 머이 정책을 추진하여 계획 경제에서 "사회주의 지향 시장 경제"로의 점진적 전환을 이끌었다.
이 개혁은 국가의 통제력을 유지하면서도 사유재산 인정, 경제 자유화, 외국인 투자 유치를 허용하는 방향으로 진행되었다. 이후 베트남 경제는 농업, 공업, 건설, 수출, 외국인 투자 부문에서 빠르게 성장하였으나, 소득 불평등 및 성별 격차 문제가 심화되었다.

## 자연 환경

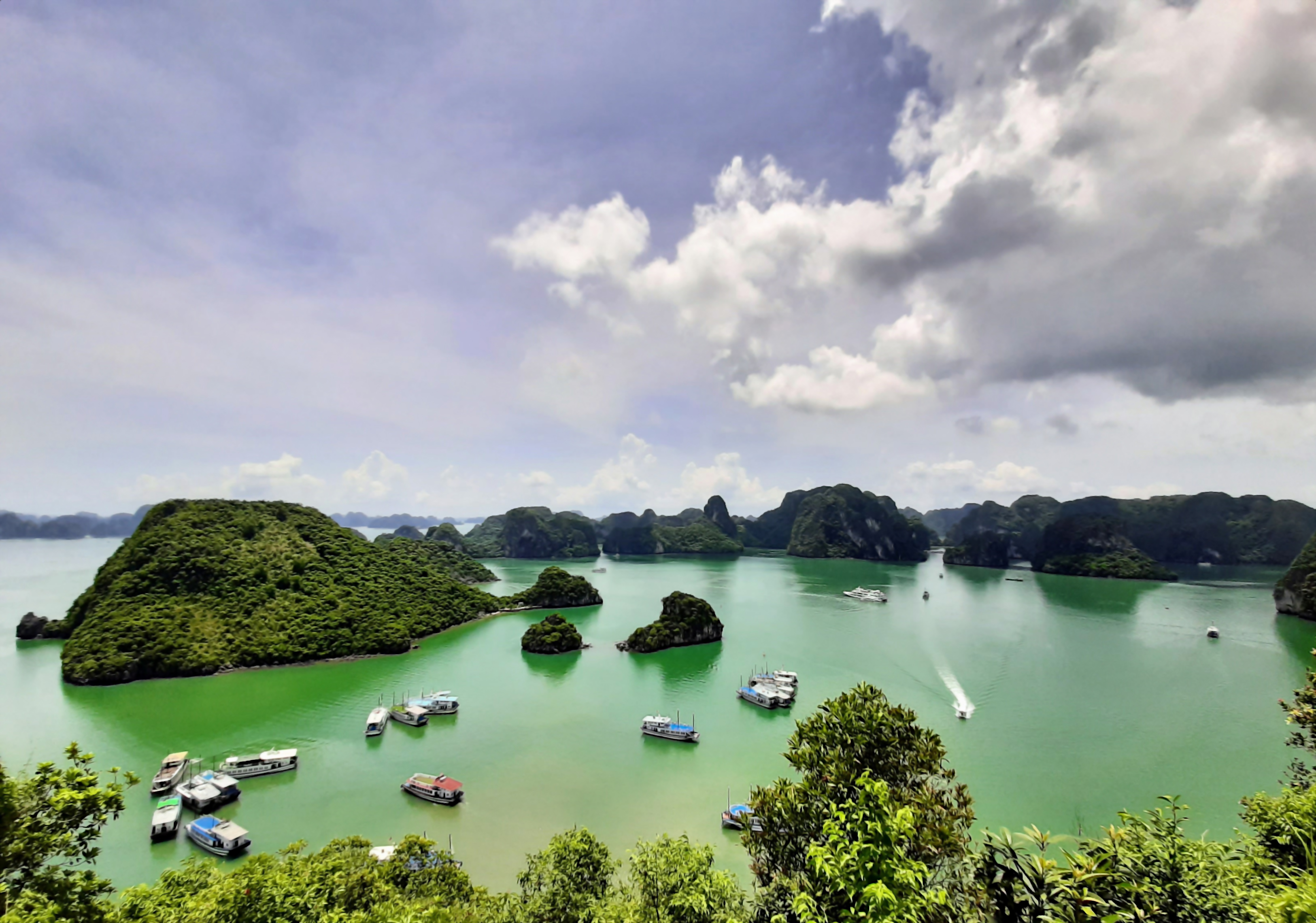
세계유산, 하롱베이

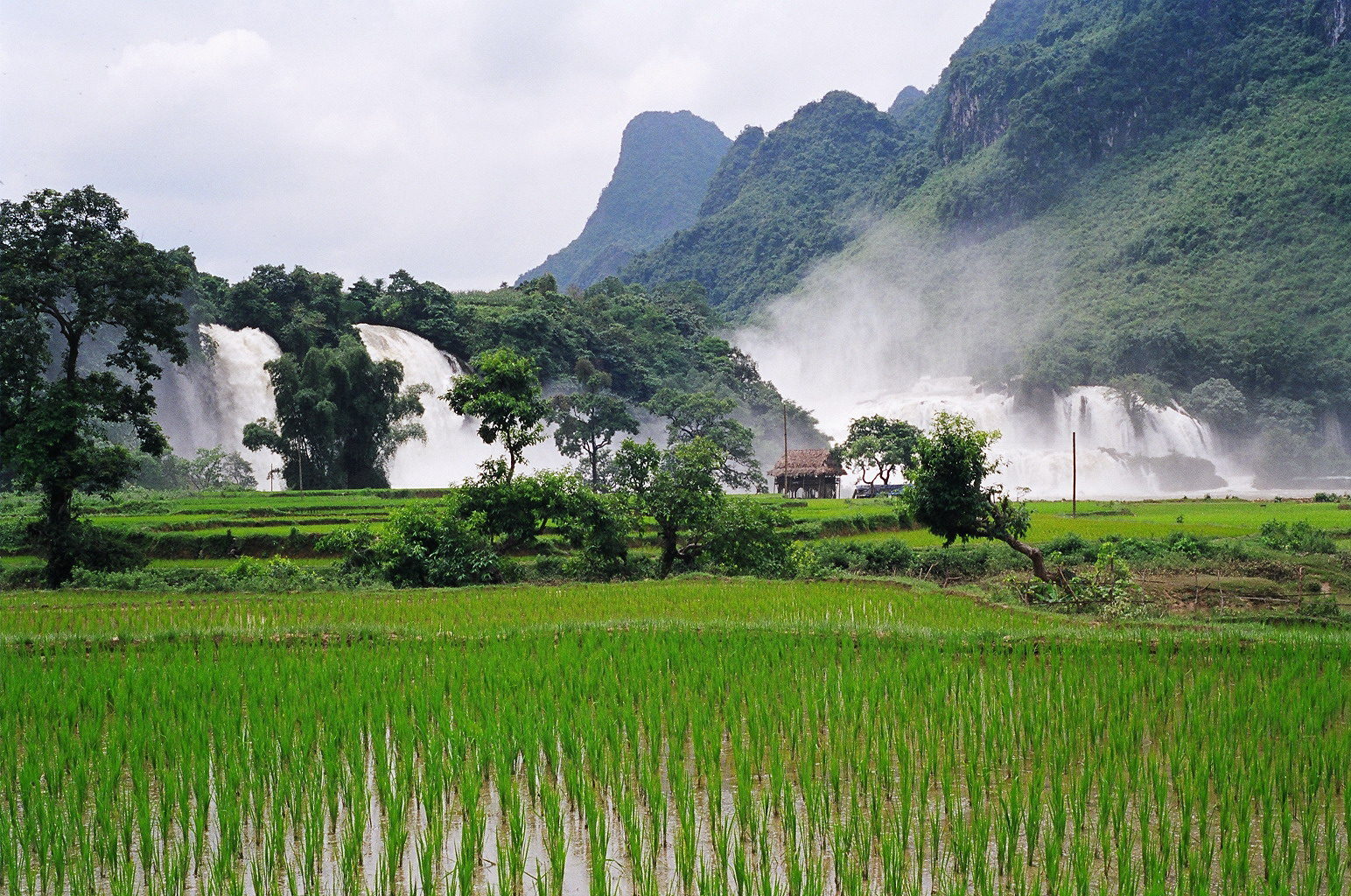
북베트남의 더톈-반족 폭포

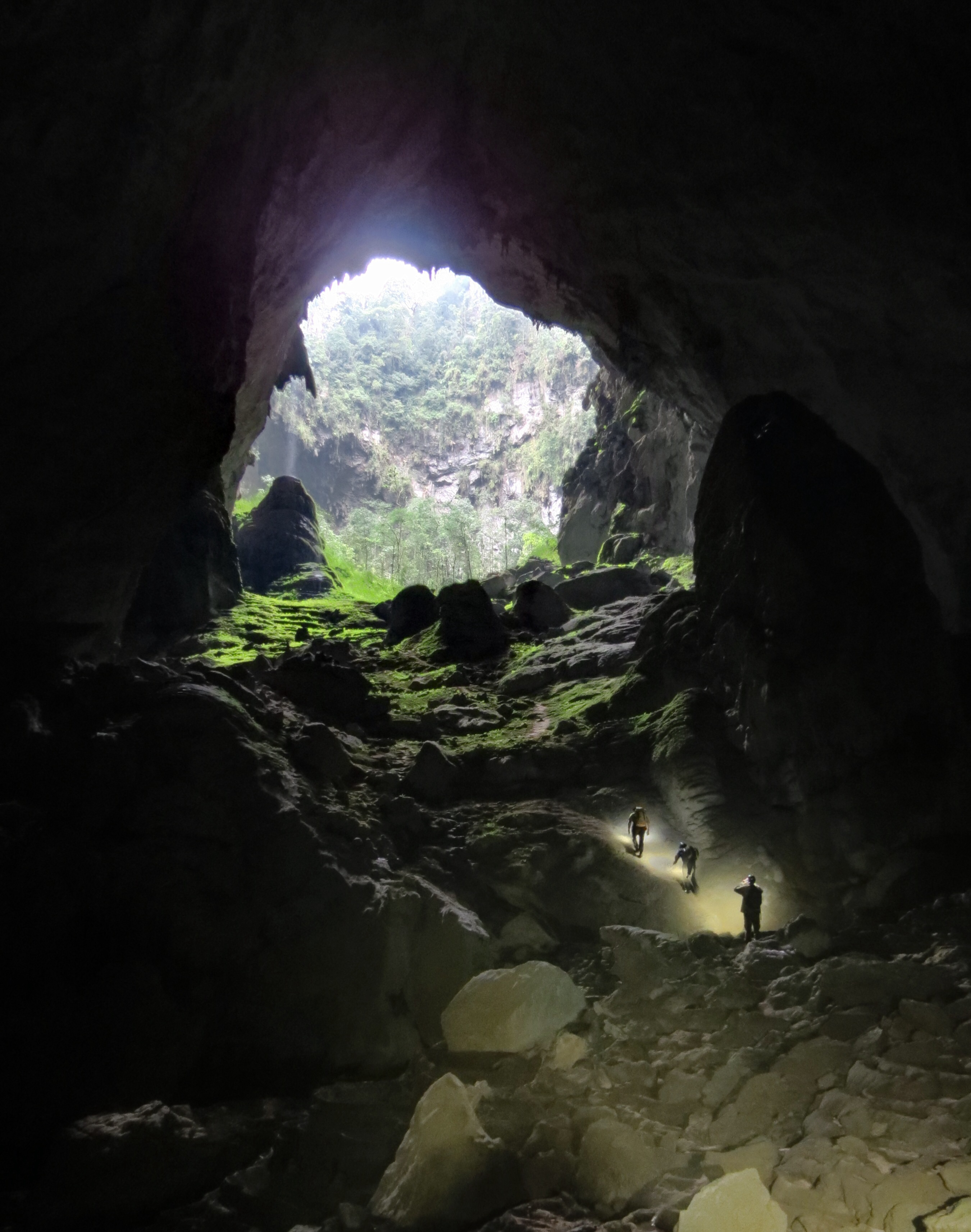
선도옹 동굴

### 지리
베트남은 인도차이나 반도에 동단에 남북으로 약 1,650km에 걸쳐 길게 뻗어 있다. 동해에 면해 있으며 최대 너비는 약 650km로 이 길이는 라오스와 맞닿은 북부 국경에서 통킹 만에 이르는 거리이다. 국토는 크게 북부 고원 지대, 홍강 삼각주, 안남산맥, 해안 저지대, 메콩강 삼각주의 다섯 지역으로 이루어진다.
- 북부 고원 지대

북서부에 있는 산악 지대로 중국과 라오스 영토 안까지 뻗어 있다. 이 지역의 산들은 대부분 숲이나 밀림으로 덮여 있어 인적이 드물거나 일부지역을 제외하고는 사람이 거의 살지 않는다. 베트남에서 가장 높은 산인 판시팡산(3,143m)도 이 지역에 있으며, 몽족 등 소수민족이 경작하는 계단식 논과 판시팡산으로 운행하는 케이블카가 있는 사빠 등이 위치한 라오까이성도 있다.
- 홍강 삼각주 (송코이 강 삼각주)

북부 고원 지대에서 통킹 만까지 뻗어 있으며 거의 전역이 해발 3m 이하의 저지대이다. 홍강 삼각주는 베트남 북부에서 주요한 농경 지대로 옛부터 베트남 민족의 활동 무대였다.
- 안남산맥(쯔엉썬 산맥)

북부 고원 지대에서 서부 지역을 가로질러 호찌민시에서 북쪽으로 약 80km 떨어진 지점까지 뻗어 있다. 중부 지역은 대부분이 안남 산맥으로 이루어져 있으며 평야는 해안에 접해서 대상(帶狀)으로 좁게 달리고 있을 뿐이다. 게다가 산맥이 해안으로 바싹 다가서 있으므로 좋은 항만이 없다. 이 산맥의 고지에는 타이족 이외에 먀오족·모이족·몬타냐족 등 많은 부족이 살고 있다.
- 해안 저지대

베트남의 중동부 지역을 차지하고 있다. 산지에서 남중국해 쪽으로 비스듬히 비탈져 있고 송코이강 삼각주에서 메콩강 삼각주까지 펼쳐져 있다. 해안 저지대 거의 전역에서 쌀을 생산한다. 해안에 사는 사람들은 대부분 어업에 종사한다.
- 메콩강 삼각주

베트남의 남부 지역을 모두 차지하고 있는 메콩강 삼각주는 해발 3m 요 농업 지대이다. 베트남 민족은 17세기에 들어와서 선주민인 크메르족을 쫓아내고 이 미래의 곡창 지대를 지배하게 되었다.

### 기후

베트남 기후 지도

베트남은 위도 차이와 뚜렷한 지형적 차이로 인해 지역마다 기후가 상당히 다르게 나타난다.  대략 11월부터 4월까지 이어지는 겨울 또는 건기 동안 계절풍 계절풍이 북동쪽에서 중국 연안을 따라 불어와 통킹만을 거치면서 상당한 습기를 머금게 된다.  연평균 기온은 일반적으로 산악 지역보다 평야 지역에서 더 높으며, 특히 남부 지역이 북부보다 따뜻하다.  호찌민시 및 메콩강 삼각주가 위치한 남부 평야 지역에서는 연중 기온이 약 21~35°C 범위에서 비교적 일정하게 유지된다.  반면 하노이 및 홍강 삼각주 지역의 기온은 15~33°C 로 더 낮다.  산악 지역, 고원 지대 및 최북단 지역에서는 계절별 기온 변화가 더 극심하며, 12월과 1월에는 최저 3°C 까지 떨어지고, 7월과 8월에는 최고 37°C 까지 상승한다.  겨울철에는 중국 국경과 가까운 북부 고산지대에서 가끔 눈이 내리기도 한다.
베트남은 평균 1500~2000mm 의 강수량을 기록하며, 몬순 기간 동안 많은 비가 내린다.  특히 배수 시설이 부족한 도시에서는 홍수가 빈번하게 발생한다. 베트남도 폭풍의 영향을 많이 받는 나라이기도 하다.  베트남은 기후 변화에 가장 취약한 국가 중 하나로, 인구의 55%가 해발 고도가 낮은 해안 지역에 거주하고 있다.

## 정치
베트남은 단일 국가이며 마르크스-레닌주의를 공식 이념으로 삼는 일당제 사회주의 국가이다. 동남아시아에서 공산국가로 분류되는 두 나라 중 하나로 (다른 하나는 라오스이다). 베트남은 공식적으로 사회주의를 국가의 기본 이념으로 유지하고 있으나, 경제 정책은 점점 자본주의적 성격을 띠고 있다.
옛 월맹은 1969년 호찌민이 세상을 떠난 뒤 쯔엉찐 국민의회 상임위 주석, 레주언 베트남 공산당 제1서기, 팜반동 총리 등 3인을 중심으로 집단지도 체제를 채택했다. 구 월맹은 월남이 공산주의 국가가 된 후 월남 임시혁명정부와 함께 1여 년간의 남북통일 준비작업을 끝내고 1976년 4월 25일 30년 만에 처음으로 국가최고 권력기구인 492석의 남북단일 국민의회를 구성하기 위한 총선거를 실시했다.
이 선거로 인구 10만 명당 1석을 기준으로 하는 배분원칙에 따라 북베트남에서 249석, 남베트남에서 243석을 선출했다. 남북 베트남의 18세 이상의 유권자들이 참가한 총선은 남북 베트남의 공산주의 정권이 전국의 노동자·농민·여성·산악부족 및 그 밖의 소수인종에서 선정한 후보자 중에서 국민의회 대표들을 선출했으며 야당후보는 없었다.
총선거를 통해 구성된 남북베트남단일국민의회는 1976년 7월 역사적인 통일 베트남 수립을 선포하고 국호를 베트남 사회주의공화국으로 하였다. 수도는 하노이로 정하는 한편 초대 주석으로 구 월맹의 마지막 주석 똔득탕을, 그리고 2명의 부주석으로는 응우옌르엉방 및 응우옌흐우토를 선출하였다. 또한 옛 월남 수도 사이공을 호찌민시로 개칭하고 국기는 종래의 월맹기였던 금성홍기를 그대로 쓰기로 하였다.
국민의회는 통일 베트남의 새 헌법을 마련할 36명의 헌법기초위원회를 구성하는 동시 새 헌법이 공포될 때까지 1959년도 월맹 헌법을 계속 사용하기로 결정했다. 입법기관으로 국민의회가 있고 각 성(省)에 각급 인민회의가 있다. 단원제이며 임기는 5년, 매년 2회 소집된다. 주석, 부주석과 간부의원 15명으로 구성되는 상임위원회가 실질적인 입법기능을 행사한다.
1991년 6월 제7차 당대회에서 도이모이 건의에 중심 역할을 해온 도므어이가 총서기로 선출됐으며, 동 8월의 내각개편에서 개혁파인 보반끼엣 총리로 선출됐다. 1996년 6월의 공산당 전당대회에서도 ‘도이모이 정책’을 지속적으로 추진할 것을 재확인했다. 2001년 4월 농득마잉 서기장이 취임했다. 농득마잉은 2011년 1월에 은퇴했다. 농득마잉의 후임인 응우옌푸쫑 은 2024년 7월 사망할 때까지 13년 동안 사무총장직을 맡았다. 서기장 재임 기간 동안 쫑은 베트남 정치 역사상 전례 없는 수준으로 수많은 고위 관리들의 부패를 척결한 광범위한 반부패 캠페인을 추구하였다. "대나무 외교"로 알려진 쫑의 외교 정책은 베트남과 미국, 베트남과 중화인민공화국 간 관계 균형을 맞추려는 의도에서 추진되었다.  쫑은 호찌민 이후 영향력이 지대한 베트남 지도자 가운데 한 명으로 간주된다.2024년 8월, 또람이 사무총장으로 선출되었다.

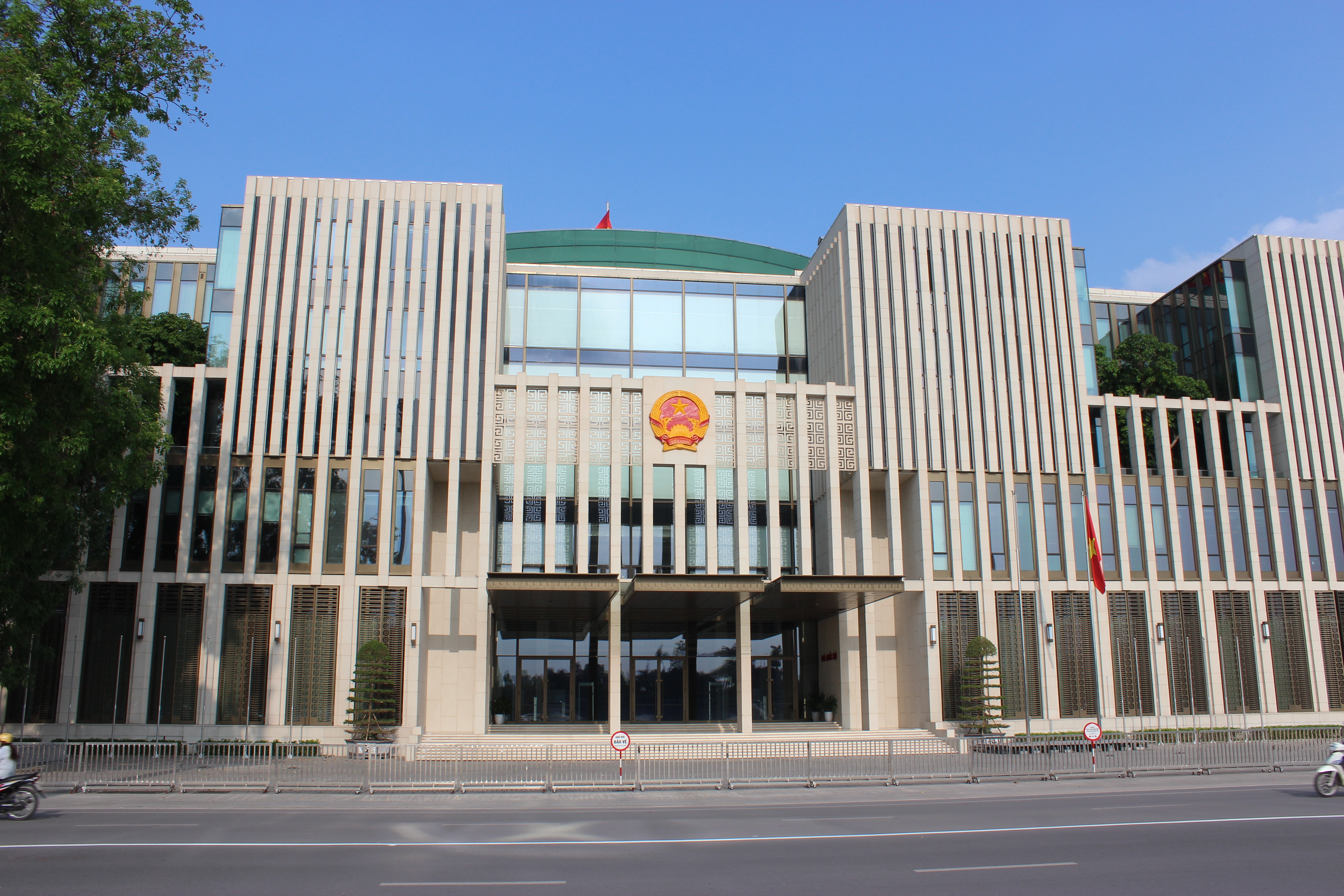
하노이에 있는 베트남 국회의사당

### 행정 구역
베트남의 행정 구역은 34개 성(베트남어: tỉnh띤 / 省)으로 이루어져 있다. 수도인 하노이를 포함하여 껀터, 후에, 다낭, 하이퐁, 호치민은 성과 같은 급의 직할시이다.
베트남 정부는 가끔씩 지방을 8개의 지역으로 구분짓는다. 이러한 지방 구분은 항상 사용되는 것은 아니며, 대체 분류로 가능하다.
| 중앙직할시 1. 하노이 2. 호찌민시 3. 하이퐁 4. 다낭 5. 껀터 6. 후에 | 서북부 지방 7. 디엔비엔성 8. 라이쩌우성 9. 라오까이성 14. 선라성                | 동북부 지방 10. 까오방성 11. 랑선성 12. 뚜옌꽝성 13. 타이응우옌성 15. 푸토성 17. 꽝닌성 | 홍강 삼각주 16. 박닌성 18. 흥옌성 19. 닌빈성 |
| 북중부 지방 20. 타인호아성 21. 응에안성 22. 하띤성 23. 꽝찌성      | 주옌하이남쭝보 24. 꽝응아이성 25. 잘라이성 26. 닥락성 27. 카인호아성 28. 럼동성 |                                                                                         |                                              |
| 동남보 29. 떠이닌성 30. 동나이성                                   | 메콩강 삼각주 31. 동탑성 32. 안장성 33. 빈롱성 34. 까마우성                     |                                                                                         |                                              |

### 사법
베트남 사법부의 최정점에는 상소심과 사법심사를 담당하는 최고인민법원이 있고 베트남 의회에 보고를 하는데, 의회는 사법부의 예산을 통제하고 대통령이 제안한 최고인민법원 판사 후보와 대검찰청 검사 후보를 확정한다. 대검찰청은 체포영장을 발부하는데, 때로는 소급적용을 하기도 한다. 최고인민법원 산하에, 지방법원과 군사법원, 행정, 경제, 노동법원이 있다. 지방법원은 제1심을 관할하는 법원이다. 국방부는 군사법원을 관할하는데, 일반법원과 같은 절차를 적용한다. 군 판사와 담당 직원들은 국방부와 최고인민법원이 선출하는데 감독책임은 최고인민법원에게만 있다. 헌법에는 판사와 담당 직원(행정 능력이 떨어짐)들의 독립성을 규정하고 있으나, 미국 국무부는 베트남의 사법부의 독립성이 부족하며 이것은 부분적으로, 베트남 공산당이 판사를 선택하고 그들에게 정치적 책임을 묻기 때문이라고 한다. 더욱이, 공산당은 국가나 당의 지배적인 지위를 위협할 만한 판결의 결과에 영향을 주기 위해 모색한다. 사법부의 독립성을 향상할 목적으로, 정부는 지방법원을 법무부에서 최고인민법원으로 2002년 9월에 이관하였다. 그러나, 미국 국무부는 앞서 말한 목적이 실제로 이행되었는지에 대해서는 아무런 증거가 없다고 밝히고 있다. 베트남 사법부는 또한 법조인의 부족과 초보적인 재판절차로 인하여 방해받고 있다. 사형 집행은 부패 또는 마약밀매 사건의 경우 자주 집행되고 있다. 베트남의 형법은 전통적인 유교 사상, 나폴레옹 법전 그리고 호치민 사상이 영향을 끼친 결과이다. 일본이 베트남과 협력하여 베트남의 법제를 정비하고 법률가 양성시스템을 선진국형으로 구축하여 지원한 사업은 현재까지 대단히 성공적인 것으로 평가된다.

### 대외 관계
현재, 베트남은 독립, 자주, 평화, 협력, 발전을 기본 원칙으로 하는 외교 정책을 일관되게 추진하고 있으며, 개방성, 다각화 및 다자화 원칙에 따라 국제 관계를 발전시키고 있다. 베트남은 정치적 성향과 관계없이 국제 사회의 모든 국가들과 친구 및 파트너가 될 것을 선언하며, 국제 및 지역 협력 개발 프로젝트에 적극적으로 참여하고 있다.
2023년 12월 기준, 베트남은 191개 국가와 외교관계를 수립하였다. 1992년 중화인민공화국과 스프래틀리 군도 영유권을 놓고 분쟁이 있었다. 미국과는 1975년 이후 계속되어 왔던 대 베트남 금수조치가 1994년 2월 해제되고, 1995년 1월 양국간에 상호연락사무소가 개설된 데 이어 동 7월 11일에 국교정상화가 이루어졌다. 또 1995년 1월 독일과 정치·경제 협정을 체결하였으며, 동 4월에는 오스트리아와 4개 경제협정을 체결했다. 대한민국과는 1992년 수교했다. 수단과는 1969년 8월 26일에 외교관계를 수립하였다. 한편 유엔 등 국제기구들에 대한 외교도 활발히하여 1976년 9월 국제 통화 기금(IMF) 및 세계은행(IBRD)에 가입했으며 1995년 7월에는 아세안(ASEAN)의 7번째 회원국이 되었다. 베트남은 2007년 1월 세계무역기구(WTO)에 가입했으며 이 기구의 150번째 회원국이다.

### 군사
베트남의 군사조직은 육군, 해군, 공군, 그리고 국경 수비대로 구성되어 있다. 1950년 이후 인도차이나 전쟁을 통해 프랑스, 미국, 중국 등 열강에 승리를 거두었고, 캄보디아와의 전쟁에서 모두 승리함으로써 군사력을 증명하였다.
베트남군은 상비군이 약 448,500명, 예비군이 504만 명이다(2018년 기준).
군사력을 증강하고 있지만 국방비가 없어서 힘든 상황이다. 베트남 해군은 킬로급 잠수함 등을 운용 중이다.
UAV 연구제작 프로젝트에서 5종의 UAV를 개발하였고 대량 양산에 들어갈 것이다.
2017년에 베트남은 핵무기금지조약에 관한 유엔 조약에 서명했습니다.

### 인권 및 사회 정치 문제
베트남 정부는 전체주의 체제에서 권위주의 체제로 전환되었지만, 여전히 과거의 유산을 지니고 있다. 집회의 자유, 결사의 자유, 표현의 자유, 언론의 자유, 종교의 자유 및 시민 사회 활동은 엄격하게 제한된다.
현행 헌법에 따라 베트남 공산당 이 유일한 합법 정당이며, 다른 모든 정당의 활동은 금지되어 있다. 그 외에도 결사의 자유, 표현의 자유, 종교의 자유, 언론의 자유 등이 인권 문제로 지적된다.
2009년, 베트남 변호사 레꽁딘(Lê Công Định)은 반체제 활동 혐의로 체포되었으며, 그와 관련된 여러 인물도 함께 구속되었다. 국제앰네스티는 그들과 다른 관련 인물들을 양심수로 규정하였다.
또한, 베트남은 인신매매 문제를 겪고 있으며, 특히 여성과 아동이 주요 대상이 되고 있다.

## 경제
베트남은 정부개발원조와 외국투자가 경제를 이끈다. 공산화 이후 경제 기반이 무너져 어려운 상황이던 1986년 "도이 머이"를 주창하며 실용주의적 경제 정책을 도입하였다. 1980년대말, 외국인 재산 투자를 보호하는 법률을 개정하였고, 1990년대부터 ASEAN 등 국제 사회에서 활동하였다. 개혁 기간 동안 10%에 가까운 경제 성장률을 거듭하다가 2000년대 중반 이후 침체기가 되었다. 세계금융위기로 일시적으로 추락하였던 GDP의 성장율은 2009년 5.3%, 2010년 6%(예상)로 안정적인 성장을 지속한다. 베트남의 GDP는 1,446억 달러이며 1인당 GDP는 1,700달러다. 중국의 인건비가 상승하면서 기업들이 새로운 투자대상국으로 베트남을 주목한다. WTO가입을 정부의 중요 목표로 세워서 2007년 1월,  WTO에 가입하였다. NEXT11과 VISTA 일원으로 활동하며 투자기관들이 발전 예상 국가로 여긴다. 노동인구의 66%가 농업 등 제1차산업에 종사하나, 근래에는 제2차, 제3차산업이 급성장한다. 관광업이 빠르게 성장하여 중요한 외화 수입원이다. 베트남은 쌀, 후추, 커피의 세계 3대 생산국이자 수출국이다. 대한민국과 무역도 활발하다. 21세기 현재 베트남은 중국, 태국 등과 더불어 미래에 유망한 나라 중 하나이다.

### 경제사
1975년 공산화로 통일한 베트남은 오랜 전쟁 탓에 국토는 황폐하고 공산주의 전파에 실패하여 경제 기반이 무너졌고 베트남 국민의 생활은 어려웠다. 북부 베트남의 주요 수출품은 석탄, 목재, 해산물, 차 등이었고, 석탄, 철광석, 인회석, 크롬, 주석 등의 지하자원이 풍부하다. 남부 베트남의 주요 수출품은 쌀과 고무, 새우, 녹차 등이었다. 1980년에는 태풍으로 역사상 최대의 인명 피해가 발생해 베트남 경제가 타격을 받았다. 이후 1990년대부터 베트남 정부는 국민들의 먹을거리를 해결하기 위하여 계획경제 작업을 중지하고, 새로운 경제 정책, 도이 머이를 추진하여 실행하였다.
1992년 12월 베트남 공산당 제12차 전당대회에서, 부분적인 혼합경제제도를 도입하는 실용주의 경제정책 도이 머이를 실행하여 중국과 사실상 마찬가지로 개혁, 개방노선으로 전환하였다.
제4차 5개년 계획 (1987년~1992년)의 골간으로 1992년까지 2,300만 톤의 식량 생산, 5년간 70%의 수출증대를 선정하는 등 경제의 개방화를 적극 추진했다. 1992년 12월 외국인 투자법 를 공표하였고, 1993년 토지법 을 개정해서 토지상속권과 담보권, 사용권을 인정하였다. 다만 토지의 소유권은 공적인 의미에서 국가가 지속적으로 보유한다. 1994년 파산법 을 발효하였고, 2000년 1월에는 기업법을 발표했다. 1996년 베트남 공산당 제8회 대회에서 2020년까지 공업국 진입을 목표로, "공업화와 현대화"를 2대 전략으로 하는 정치보고를 채택하였다.
또한 1995년 ASEAN 및 AFTA 가입을 시작으로, 1998년에는 APEC에 가입하였고, 2000년 7월에는 베트남 – 미국 무역협정에 서명하였다. 2000년 7월에는 호치민시에 최초로 증권거래센터 를 개설했으며, 2005년 하노이로 확대 개설하였다. 2007년 1월에는 WTO에 정식으로 가입하였고, 2008년 12월에는 베트남-일본 경제연대협정(EPA)에 공식 서명하였다.
도이 머이 정책 이후 베트남 경제는 1992년 이래 연평균 8% 이상의 높은 성장률을 달성했으며 1995년, 1996년에도 9% 이상의 고속성장을 지속했다. 2008년 GDP 성장률은 6.23%로 최저 성장을 기록하였고, 2009년은 5%로 하향조정하였다. 이후 베트남 경제는 세계 경제의 침체로 인해 더욱 낮아질 전망이다.
현재는 과거 가난에서 크게 벗어났으며 빠르게 경제 발전을 하지만 빠른 경제 발전의 후유증도 함께 겪는다. 2004년부터 빠르게 물가가 상승하여, 2008년에는 22.97%로 최고의 물가 상승률을 기록하였다. 더욱이 국제 원자재 가격의 급등과 베트남 동화의 평가절하 등으로 인플레이션율이 2008년 25%를 초과할 정도로 상승하면서 위기의 상황이 왔었다.
토지 사유화 및 농지 전용을 인정한 이후 골프장 건설과 같은 개발 사업이 크게 늘어 사회적 문제가 되었다. 2010년 기준 베트남의 골프장 개발 허가 수는 140여 곳에 달한다. 경작지 감소와 그에 따른 고용 감소를 우려한 베트남 정부는 2008년 이후 농지 전용 억제 정책을 유지한다.

### 경제

#### 농업
2023년 베트남 경제 구조를 보면 농림어업 부문이 11.96%를 차지한다.  산업 및 건설 부문은 37.12%를 차지한다.  서비스 부문은 42.54%를 차지한다.  상품세(상품보조금 제외)는 8.38%를 차지한다. 하지만 여전히 전체 노동인구의 27.6%가 농림, 수산업에 (2022년 기준) 종사를 하며 이들은 쌀, 고무, 사탕수수, 커피, 열대 과일 등과 새우 등의 수산물 등을 생산한다. 메콩 삼각주에서 생산하는 쌀은 국민 주식인 동시에 수출품목의 대종을 이루었다. 1992년 자급을 달성한 이래, 중화인민공화국과 인도, 방글라데시를 이은 쌀 생산국이다. 남부에서는 2년 7모작이며, 세계 3위 쌀 수출국이기도 하다. 그 외에 커피와 차, 향신료도 유명하다.
커피는 현재 브라질에 이어 세계 제 2위의 생산량(162만톤, 2023년)에 달한다. 대부분 인스탄트 커피, 캔과 펫트병에 들어가는 청량음료, 제과 용도로 사용하는 값이 싼 로브스타 종(카네포라 종)인데, 레귤러 커피에 사용하는 고급품인 아라비카 종의 재배도 시작하였다. 또한 현지에서는 기본적으로 식민지 지배를 받아 프랑스의 방식을 따른 베트남 커피를 마신다.

#### 공업
베트남은 석탄, 석유를 중심으로 한 동력자원, 주석을 중심으로 한 광물자원의 혜택을 입었다. 북부 하롱(홍게이)에서 나오는 석탄은 상급 무연탄으로, 19세기말부터 홍게이탄으로 채굴을 시작하였다. 2023년에 채굴된 석탄의 양은 3,904만톤이다. 베트남은 중국과 서방 세계와 합작으로 이룬 석유개발로 산유국이 되어 1,660만톤의 원유를 생산한다. 천연가스 채취량은 126천조 줄이다. 광물자원은 북부 삼각주 주위의 구릉지대를 중심으로 생산한다. 현재 아연, 금, 크롬, 철, 주석, 인이 채굴되고 있다. 베트남의 희토류 매장량은 2022년 약 2,200만톤에 이를 것으로 추산돼 중국(4,400만톤)에 이어 세계 2위다.  그러나 베트남의 희토류 채굴 및 가공 상황은 아직 기술 부족으로 인해 제한적이다.

#### 상업
주요 수출 품목은 농산물, 휴대폰 및 부품, 기계 장비 및 부품, 섬유, 의류 및 신발이다. 쌀은 810만톤(2023년)을 수출해서 인도와 태국에 이어 세계 제3위 수출국이었으나, 현재는 수출 일부 제한 조치를 하였다. 커피는 2023년 42,4억 달러 이상을 수출한 세계 제2위 수출국이며, 후추는 2023년 267천톤 수출하여 세계 1위 수출국이다. 커피나 후추 이외에도 쌀, 계피, 캐슈넛, 각종 열대 과일 등 다양한 농산품을 수출하고 있다.
베트남 유통업태는 특히 도시지역에서 과거 몇 년 동안 전통적인 재래시장과 현대적인 수퍼마켓과 쇼핑센터로 점진적으로 변화하였다. 이러한 추세로 수입상품 취급을 확대하였다. 2023년에 베트남에는 1,241개의 슈퍼마켓과 254개의 현대 무역 센터가 있을 것이다.
베트남의 관점에서 한국은 2023년까지 베트남의 3대 수출시장, 2대 수입시장, 3대 무역 상대국이 된다. 2023년 투자국 순위로 1대 투자국이며, 베트남에 투자건수는 총 9863건이며, 총 등록액은 860억 달러였다.

#### 통신 산업
2023년 말 현재 베트남 전화 가입자수는 모두 1억0,112만여명으로 이 가운데 80%가 휴대전화 서비스 가입자이다. 비엣텔 등 일부 선도 회사들은 매년 30% 이상의 높은 신장세이다. 정보통신부는 2009년 8월, 8번째 서비스업체로 인도차이나 텔레콤 사업허가를 승인했고, 2010년 6월에는 VTC가 정부로부터 이통 서비스 허가를 받았다. 이에 따라, 베트남 이동통신 시장은 비나폰, 모비폰, 비엣텔, S-Fone 등 선발 4개업체들과 EVN텔레콤, 베트남모빌, 비라인, 인도차이나텔레콤, VTC 등 후발 5개사들 간에 치열한 고객확보 경쟁이 일어났다.

### 관광 산업
베트남의 관광 산업은 국가 경제에서 중요한 요소로, 국내총생산(GDP)의 7.5%를 차지한다. 2017년 베트남을 방문한 관광객 수는 약 1,300만 명으로 전년 대비 29.1% 증가하여 세계에서 가장 빠르게 성장하는 관광지 중 하나가 되었다. 이 중 아시아에서 온 관광객이 약 970만 명을 차지하며, 주요 방문 국가는 중국(400만 명), 대한민국(260만 명), 일본(798,119명)이다.
유럽에서도 많은 관광객이 방문하며, 2017년 기준 약 190만 명이 방문하였다. 주요 유럽 국가별 방문객 수는 러시아(574,164명), 영국(283,537명), 프랑스(255,396명), 독일(199,872명) 순이었다. 이외에도 미국(614,117명), 오스트레일리아(370,438명)에서 온 방문객도 많다.
베트남에서 가장 많은 관광객이 방문하는 도시는 호찌민시(580만 명 이상), 하노이(460만 명), 그리고 하롱베이를 포함한 하롱(440만 명)이다. 이 세 도시는 세계에서 가장 많이 방문하는 100대 도시 중 하나로 꼽힌다.
베트남에는 8개의 유네스코 세계유산이 있으며, 2018년에는 트래블 + 레저(Travel + Leisure)에서 호이안을 세계 15대 여행지 중 하나로 선정하였다.

### 교통
베트남의 현대적 교통 체계는 프랑스 식민지 시대에 수확한 농산물을 운송하려고 발전하였다. 베트남 전쟁 결과 파괴된 교통 체계를 재건하고 현대화하였다. 가장 일반적인 교통 수단은 도로 운송이며, 도시 간 이동에 일반 시외버스와 오픈 투어 버스(Open tour bus)를 이용할 수 있다. 2,654km의 단선 철도는 중화인민공화국과 연결하며 하노이와 호찌민시 간을 연결하는 철로가 중요하다. 베트남 차량은 우측통행을 하며 2륜차가 매우 많다. 2022년 기준 이륜차와 경유차에 적용하는 환경법이 없다.
베트남은 3개의 국제 관문 공항을 포함하여 20개의 주요 민간 공항을 운영하고 있습니다. 즉, 하노이의 노이바이 국제공항, 다낭의 다낭 국제공항, 호찌민시의 떤선녓 국제공항입니다. 탄손누트 공항은 대부분의 국제 여객 교통을 처리하는 베트남 최대 규모의 공항입니다.
교통 사고는 베트남 교통의 주요 안전 문제로 남아 있으며, 하루 평균 30명이 사망하고 있다. 교통 체증는 하노이와 호찌민시에서 점점 더 심각한 문제가 되고 있으며, 특히 개인 자동차 보유 증가와 함께 악화되고 있다.

## 사회

### 주민
베트남의 인구는 약 1억 110만 (2024년) 으로, 그 85~86%가 베트남인이다. 그 밖에 타이인·중국인·크메르인 등이 있으며 산악지대에는 미오·랭이·몬타냐 등 많은 부족이 살고 있다. 베트남은 다민족 국가로서 베트남 정부가 공인하는 민족의 수가 54개에 이른다. 최대 민족은 킨족(京族) 또는 비엣족(越族)으로 보통 베트남인이라고 할 때 다수종족인 이 킨족을 가리키는 경우가 많다. 킨족은 베트남 전체의 85~86%를 차지한다. 므엉족과 같은 대부분의 소수 민족은 킨족과 밀접한 관계가 있으며, 국토의 2/3를 덮고 있는 산악지대에서 발견된다. 킨족 내부에서도 서로 다른 역사적 배경과 정체(政體)를 거친 북부인과 남부인은 여러 가지 면에서 대조적인 신체적 특징과 정치, 경제적 대립의식을 갖고 있다. 각각의 소수민족은 고유한 언어와 문화를 가지고 있으며 참족과 같이 역사상 독립국가였다가 베트남에 흡수된 민족도 있고, 민족국가를 이루지 못한 채 산간지역에서 생활을 하는 민족도 있다. 호아족과 크메르 크롬은 저지대에서 생활하고 있으며, 킨족을 제외하고 가장 많은 소수 민족은 몽족, 다오족, 따이족, 그리고 눙족이 있다. 1978년에서 1979년에 45만명의 중국계 소수 민족이 베트남을 떠났다. 또한, 최근 베트남에 대한 한국인의 투자가 급격히 증가함에 따라 한국계 미국인의 수도 그에 따라 증가했다.  베트남 통계에 따르면 2023년까지 베트남에 거주하는 한국인은 17만 명에 이를 것으로 추산되며 이 숫자는 지속적으로 증가하고 있다.

### 언어
베트남의 공식 언어는 베트남어이며 로마자로 적는다. 베트남어는 단철어(單綴語)로 성조에 6성이 있다. 중국의 영향으로 한자가 사용되고 있었으나, 19세기부터 프랑스의 식민통치를 받으면서 베트남어의 로마자 표기가 추진되어 현재 한자는 별로 쓰이지 않는다. 꾸옥 응으(베트남어: Quốc Ngữ / 國語)로 불리는 이 로마자 표기는 16세기부터 로마 가톨릭 선교사들이 현지어를 로마자로 옮겨 적으려는 작업에 바탕을 두고 있었다. 예수회의 알렉상드르 드 로드는 포르투갈어 철자법을 바탕으로 최초의 안남어 사전을 만들어냈다.
베트남어는 민난어처럼 동아시아의 언어들 중에서 중국어와 유사한 문자 체계에서 로마자로 변경한 흔치 않은 언어 중 하나이다. 이 로마자 표기법은 현지인들의 교육에 널리 사용되었으며 1945년 이후 베트남이 독립한 뒤 공식 표기법이 되었다.
베트남에서는 15세기 말에 한자와 비슷한 문자인 쯔놈이 발생하였지만, 그 사용은 한문에 익숙한 일부 지식인층에 국한되었고, 널리 보급되지 않았으며 20세기 이후에는 사용이 끊어졌다. 이는 프랑스의 식민 정책과 관련이 있다. 프랑스 식민통치자들은 베트남을 지배할 때 베트남의 전통적인 유교 사상을 말살하기 위해서 베트남어를 로마자로 표기하는 꾸옥 응으를 사용하게 하였다. 그러나 처음에 프랑스 식민지배에 대한 반감으로 로마자에 거부감을 표시하던 베트남의 독립운동가들은 베트남 민중들에게 새로운 지식과 근대사상을 보급하기 위해서는 어려운 한문이나 쯔놈으로는 한계가 있음을 절감하여 로마자의 편의성을 인정하고, 이후 로마자를 베트남어의 새 문자로 적극 받아들여 오늘날에는 전통적인 한자문화를 완전히 대체하였다.
베트남은 55종에 달하는 언어의 다양성으로 알려져 있으며, 이들은 다시 6, 7개 정도의 언어 집단으로 나뉜다.
서방 국가들과의 관계 개선과 최근 베트남 행정부의 개혁으로 영어는 제2 언어로 점점 더 많이 사용되고 있으며 영어 학습은 이제 대부분의 학교에서 프랑스어와 함께 또는 프랑스어를 대신하여 의무화되었다. 일본어, 한국어, 중국어의 인기도 베트남과 다른 동아시아 국가들의 관계가 강화됨에 따라 높아졌다.

### 교육
베트남에는 국가가 운영하는 광범위한 학교, 단과대학 및 대학교 네트워크가 있으며, 사립 및 부분적으로 민영화된 교육 기관도 점점 증가하고 있다. 베트남의 일반 교육은 유치원, 초등학교, 중학교, 고등학교, 대학의 5단계로 나뉜다. 전국적으로 공립학교가 대거 건설되어 2008년 기준 문해율은 90%에 달했다. 대부분의 대학교는 하노이와 호찌민시 등 주요 도시에 위치하고 있으며, 국가의 교육 시스템은 지속적으로 개혁이 이루어지고 있다.
기본 교육은 저소득층에게 비교적 무료로 제공되지만, 일부 가정은 공공 또는 민간 지원이 없으면 등록금을 부담하는 데 어려움을 겪을 수도 있다. 그럼에도 불구하고 베트남의 학교 등록률은 세계 최고 수준에 속한다. 대학과 단과대학의 수는 2000년 178개에서 2005년 299개로 급증했다.
고등 교육에서는 정부가 국가 은행을 통해 학생들에게 보조 대출을 제공하지만, 대출 접근성과 상환 부담에 대한 우려가 크다. 1995년 이후 고등 교육 등록자 수는 10배 증가하여 220만 명을 초과했으며, 84,000명의 강사와 419개의 고등 교육 기관이 운영 중이다.
또한, 하버드 대학교(미국)와 왕립 멜버른 공과대학교(RMIT, 호주)와 같은 외국 대학들이 베트남 내에 사립 캠퍼스를 운영하고 있다. 정부의 강력한 교육 투자로 인해 교육 부문이 크게 성장하였지만, 학문적 지속 가능성을 유지하려면 추가적인 지원이 필요하다. 2018년, 대학이 교육부의 직접적인 통제 없이 자율적으로 운영할 수 있도록 하는 대학 자율화 법령이 최종 승인 단계에 접어들었다. 정부는 특히 저소득층이 기본 교육을 받을 수 있도록 지속적으로 교육 부문에 투자할 계획이다.

### 보건
2015년까지 베트남 인구의 97%가 개선된 식수원을 이용할 수 있었다.  2016년 베트남의 평균 기대수명은 여성 80.9세, 남성 71.5세였으며, 영아사망률은 1,000명당 17명이었다.  베트남은 분단 이후 북베트남에서 촌락 수준까지 보건 시스템을 구축하였다.  1975년 통일 후 전국적인 의료 서비스가 도입되었다.  1980년대 후반에는 예산 부족과 지방 정부의 책임 확대, 의료비 도입 등의 영향으로 의료 서비스의 질이 다소 저하되었다.  재정 부족은 간호사, 조산사 및 병상 부족 문제를 야기하였다.  2000년 베트남의 병상 수는 인구 10,000명당 24.7개였으나, 2005년에는 23.7개로 감소하였다.
베트남 전쟁 당시 미군이 사용한 고엽제는 현재까지도 베트남 국민에게 지속적인 영향을 미치고 있다.  예를 들어, 약 300만 명이 건강 문제를 겪었으며, 100만 명이 고엽제에 직접 노출되어 선천적 기형을 갖게 되었고, 베트남 국토의 24%가 황폐화되었다.
2000년대 초부터 베트남은 말라리아 퇴치에서 상당한 진전을 이루었다.  2005년까지 말라리아 사망률은 1990년대의 5% 수준으로 감소하였으며, 이는 향상된 항말라리아 치료제 도입의 결과였다.  반면 결핵 환자는 증가하고 있다.  결핵은 베트남에서 호흡기 질환 다음으로 가장 흔한 감염병이 되었다.  예방 접종 확대, 위생 개선 및 국제 지원을 통해 베트남 정부는 결핵 환자 수를 크게 줄이는 것을 목표로 하고 있다.
2004년 기준, 정부 보조금은 의료비의 약 15%를 부담하였다.  같은 해, 미국 정부는 베트남을 에이즈 퇴치 글로벌 지원 대상 15개국 중 하나로 선정하였다.  2005년 기준 베트남에서 HIV 감염자로 진단된 사람은 101,291명이었으며, 이 중 16,528명이 후천면역결핍증후군(AIDS)으로 진행되었고, 9,554명이 사망하였다.  실제 HIV 감염자 수는 더 많을 것으로 추정된다.  베트남에서는 매p일 평균 40~50건의 신규 감염이 보고되고 있으며, 2022년에는 전체 인구의 0.3%가 HIV에 감염된 것으로 추정되었다.  현재 에이즈, 결핵, 말라리아 퇴치를 위한 세계기금를 통해 베트남의 질병 확산을 막기 위한 국제 지원이 확대되고 있다.
2018년 9월, 하노이 인민위원회는 광견병 및 렙토스피라증과 같은 질병 확산을 방지하기 위해 시민들에게 개고기 및 고양이고기 섭취를 자제할 것을 권고하였다.  하노이에는 개고기 및 고양이고기를 판매하는 1,000개 이상의 점포가 운영 중인 것으로 밝혀졌다.  이 발표는 소셜 미디어에서 긍정적인 반응을 얻었지만, 일부 사람들은 개고기 소비가 여전히 많은 사람들에게 습관적으로 자리 잡고 있다고 지적하였다.

## 문화

### 지방의 문화차이
중국 남부 지방과의 오랜 교류로 인하여, 베트남 문화를 특징짓는 한 가지 요소는 재정적 책임이다. 베트남에서 교육과 자수성가는 높은 가치를 부여받는다. 역사적으로, 중국의 과거 시험을 통과하는 것만이 베트남 사람이 사회적 지위를 높이는 유일한 것이었다. 베트남이 오늘날의 영역으로 통합된 것은 근대의 일로, 그 전에는 유교 및 한(漢)문화의 영향을 받은 북부와 베트남의 주 종족인 킨 족외에 인종적으로 말레이계에 속하는 참파인의 국가였던 참파가 있었던 중부문화권, 그리고 크메르 제국의 영역에 속했던 남부 등으로 나뉘어 있으며, 이 북부, 중부, 남부의 차이는 언어 및 풍속, 문화 등 모든 영역에 걸쳐 존재한다.
중국의 유교 영향을 많이 받았음에도, 베트남에서는 윗사람과 아랫사람이라는 상하 개념은 없고, 서로 스스럼없이 대한다.

### 사회주의와 공산주의의 영향
공산주의 시대에 베트남의 문화적 삶은 정부가 통제하는 미디어와 공산주의적 프로그램에 많은 영향을 받았다. 수십 년 동안 외국 문화의 영향은 차단되고 소련, 중화인민공화국, 북한 등 공산주의 국가의 문화를 음미하고 공유하는 것이 강조되었었다. 1990년대 이래로, 베트남은 일본, 유럽, 미국의 문화와 미디어에 대폭적으로 노출되기 시작하였다. 베트남에는 1945년 9월 2일에 하노이에서 설립된 국영방송국인 베트남의 소리가 있다.

### 이름
베트남인의 이름은 성, 가운데 이름, 그리고 이름으로 구성되어 있다. 그리고 한국과 사실상 마찬가지로 그들의 성씨 제도는 중국에서 도입된 것이다. 한자가 폐지되면서 자신의 이름을 한자로 쓸 수 있는 베트남인은 소수이지만, 이름 뒤에는 한자의 의미가 숨어 있다. 결혼 후에도 자신의 성을 그대로 유지한다.

### 문학
18세기의 작가 응우옌 주에 의해 저술된 대서사시 쭈엔 끼에우는 베트남 문학사에서 가장 중요한 작품이다. 6.8조의 연서체로 분량은 총 3,254행에 달한다. 특히 이 작품은 쯔놈으로 쓰여진 자료중의 최대의 것으로 베트남의 국민문학으로 불린다.

### 의상
베트남의 민속 의상 중 가장 대중적인 것은 여성들이 입는 아오자이이다. 아오자이는 현재에는 명절이나 결혼 등 행사, 일상의상 등으로 입는다. 흰색 아오자이는 베트남 전역에서 여학생의 교복으로 지정된 경우가 많고 학생 이외에는 다양한 색상의 원단으로 아오 자이를 만들어 입는다. 예전에는 성별 구분 없이 아오자이를 입었으나 현재에는 여성용 의복으로 한정된다. 단, 전통 문화 행사에서는 남성이 입는 경우도 있다.

### 요리
전통적으로 베트남 요리는 다섯 가지 기본 맛 요소 에 기반을 둔다: 매운맛 (금), 신맛 (목), 짠맛 (수), 쓴맛 (화), 단맛 (토). 주요 재료로는 느억맘(생선 소스), 새우젓, 간장, 쌀, 신선한 허브, 과일 및 채소가 있다. 또한 개솔새속, 생강, 박하, 라우람, 고수, 쿨란트로, 새눈고추, 라임, 바질 등의 향신료가 널리 사용된다.
전통적인 베트남 요리는 신선한 재료를 사용하고 기름을 적게 쓰며 허브와 채소에 의존하는 것이 특징으로, 세계에서 가장 건강한 요리 중 하나로 평가된다. 과거에는 돼지고기, 쇠고기, 닭고기 등의 육류 소비가 상대적으로 제한적이었으며, 대신 민물고기, 갑각류(특히 게), 연체동물이 많이 사용되었다. 대표적인 조미료로는 느억맘(생선 소스), 간장, 새우장, 라임 등이 있다.
베트남은 길거리 음식 문화가 발달해 있으며, 전국적으로 약 40가지의 인기 있는 길거리 음식이 존재한다. 대표적인 베트남 요리로는 고이 꾸온, 바인 꾸온, 분 리에우, 퍼, 이들 중 다수는 북부에서 기원하여 남부 및 중부로 전파되었다.
베트남 북부 지역의 음식은 남부 지역보다 덜 맵다. 이는 북부의 추운 기후로 인해 향신료 생산과 공급이 제한되기 때문이다. 따라서 북부에서는 고추 대신 후추가 매운맛을 내는 데 많이 사용된다.
베트남의 음료 문화도 지역별 차이가 있으며, 남부에서는 무더운 날씨로 인해 얼음을 넣어 차갑게 마시는 경우가 많다. 반면, 북부는 추운 날씨로 인해 따뜻한 음료를 선호하는 경향이 있다. 대표적인 베트남 음료로는 까페 스어 다, 까페 쯩, 사탕수수즙, 연꽃향차 등이 있다.

### 음악
베트남의 음악은 세 지역, 북부, 중부, 남부 지방 간에 약간의 차이가 있다. 북부 지방의 전통 음악은 베트남에서 역사가 가장 오래된 음악이고, 보다 전통적이며 엄격한 형식을 가진다. 베트남의 전통 음악은 몽골의 침입 시기까지 거슬러 올라가는데, 이때 베트남 사람들은 중국의 경극 극단을 붙잡아 두었다. 중부 지방의 전통 음악은 우울한 멜로디 등 참파 문화의 영향을 보여 준다. 남부 지역의 음악에서는 자유방임적인 삶의 태도가 묻어난다. 베트남의 전통 현악기인 단 짜인은 나무로 만들어졌으며, 현은 철제이고, 각각의 V자 모양으로 된 다리에 의해 지지되어 있다.
볼레로(Bolero) 음악은 1930년대부터 베트남에서 인기를 얻었으며, 전통 베트남 음악과 서양 요소가 결합된 독특한 스타일을 형성하였다.  21세기 들어, 현대 베트남 대중음악 산업인 브이팝(V-pop)은 전자 음악, 댄스 음악, 컨템퍼러리 알앤비 등 전 세계적으로 인기 있는 다양한 장르의 요소를 결합하고 있다.

### 종교
| 종교 구성 (베트남)         | 종교 구성 (베트남)         | 종교 구성 (베트남) | 종교 구성 (베트남) | 종교 구성 (베트남) |
| -------------------------- | -------------------------- | ------------------ | ------------------ | ------------------ |
|                            |                            |                    |                    |                    |
| 무종교, 무신론 및 전통종교 | 무종교, 무신론 및 전통종교 |                    | 73.2%              | 73.2%              |
| 불교                       | 불교                       |                    | 32.2%              | 32.2%              |
| 기독교                     | 기독교                     |                    | 10.4%              | 10.4%              |
| 까오다이교                 | 까오다이교                 |                    | 4.8%               | 4.8%               |
| 호아하오교                 | 호아하오교                 |                    | 1.4%               | 1.4%               |
| 기타                       | 기타                       |                    | 0.1%               | 0.1%               |

베트남의 종교로는 불교, 기독교(로마 가톨릭교회, 개신교) 등이다. 베트남은 대승불교권 국가이다. 그 외에 까오다이교와 호아하오교 같은 신흥 종교도 있다. 까오다이교는 1926년 베트남 남부의 터이닌에서 응오반쩨우에 의해 창시된 불교, 기독교와 토속신앙이 혼합된 유일신 사상이며, 호아하오교는 베트남 남부에서 기원한 불교에 바탕을 둔 신흥 종교이다. 1939년 후인 푸 소가 창시하였다. 발원지인 메콩 강 삼각주 지역을 중심으로 대략 200만명의 신자가 있다고 추산된다. 베트남은 과거에는 종교의 자유가 없었지만 예로부터 베트남에서 가장 많이 믿는 종교가 중국, 인도의 영향을 받은 불교였기 때문에 불교나 유교만은 탄압하지 못했다. 현재는 극히 제한적인 종교 활동은 허용되고 있는데, 정부의 허가 없이 찬송가를 부르는 것은 불법이며, 집회는 사전 신고를 하여야 하고 선교는 불법이다. 이것은 공산주의 국가의 종교 정책이 탄압 정책에서 종교를 실용적으로 활용하는 실용 정책으로 변경되었기 때문이다. 특이하게 대승 불교권인데도 석가탄신일은 음력 4월 15일이다.

### 생활
공산주의의 영향으로 개인 별 소득 차가 크지 않다. 남녀 평등 사상이 확산되고, 보통 자녀 수가 많다. 전 국민의 절반 이상이 농촌에 거주한다(급속한 이농 현상). 여성의 사회 활동이 활발하고 여성 노동자의 고용을 장려하고 있다(소득 감면 혜택이 주어진다.). 가사 노동을 부부가 분담하며 유교 전통이 드러난다(장손을 중시하고 아들에게 유산 등을 상속하는 행위). 연애 결혼이 증가 추세에 있다.

### 공휴일
베트남에는 1월 말~2월 초에 뗏이라 해서 최장 7일 간의 연휴가 있으며 음력 공휴일은 음력 3월 10일에 있는 훙왕 기일 하나뿐이고 1년의 마지막 공휴일은 9월 2일 독립기념일이다. 즉, 10월부터 12월까지 공휴일이 없는 셈이다.  양력 4월 30일 남부 해방 기념일과 양력 5월 1일은 노동자의 날도 공휴일이다.

### 메디아
베트남의 언론 부문은 2004년 제정된 출판법에 따라 정부의 규제를 받는다. 일반적으로 베트남의 언론은 정부의 통제를 받으며 공산당의 공식 노선을 따르는 것으로 인식되지만, 일부 신문은 비교적 직설적인 보도를 하기도 한다.
베트남의 소리(VOV)는 국영 라디오 방송사로, 해외 송출을 위해 단파와 웹사이트를 이용한 국제 방송을 운영하고 있다. 한편, 베트남 텔레비전(VTV)은 국가 공영 텔레비전 방송사이다.
1997년 이후, 베트남은 공공 인터넷 접근을 법적·기술적 수단을 통해 광범위하게 규제하고 있으며, 이러한 검열 시스템은 "대나무 방화벽"으로 널리 알려져 있다. 오픈넷 이니셔티브(OpenNet Initiative)는 베트남의 온라인 정치 검열 수준을 "광범위함"으로 분류했으며, 국경 없는 기자회(RWB)는 베트남을 전 세계 15개 "인터넷의 적" 국가 중 하나로 지정하고 있다.
베트남 정부는 이러한 검열이 음란물 및 부적절한 콘텐츠로부터 국가를 보호하기 위한 것이라고 주장하고 있으나, 정부 권위를 훼손한다고 간주되는 정치적·종교적 웹사이트 또한 차단되고 있다.

## 같이 보기
- 베트남 관련 문서 색인